# Diamentowa Liga 2019
Diamentowa Liga 2019 – dziesiąta edycja prestiżowych zawodów Diamentowej Ligi. W 2019 roku pierwszy mityng odbył się 3 maja, tradycyjnie w stolicy Kataru, Doha, na stadionie Qatar SC Stadium, a cykl zakończył się w dniach 5–6 września podczas finałowych zawodów Memorial Van Damme w Brukseli. Cykl w tym roku składał się z 14 mityngów.

## Zasady
Cykl Diamentowej Ligi składa się z 14 zawodów, z czego 12 pierwszych jest zawodami kwalifikacyjnymi w których zawodnicy zdobywają punkty według zasady: 1 miejsce – 8 punktów, 2 miejsce – 7 punktów, 3 miejsce – 6 punktów, 4 miejsce – 5 punktów, 5 miejsce – 4 punkty, 6 miejsce – 3 punkty, 7 miejsce – 2 punkty, 8 miejsce – 1 punkt. W zależności od konkurencji 8 lub 12 zawodników z najwyższą liczbą punktów kwalifikuje się do zawodów finałowych w Zurychu lub Brukseli. Zwycięzcą cyklu zostaje zawodnik, który wygra zawody finałowe.

## Kalendarz
| Data           | Mityng                                                  | Miasto     | Stadion                        | Wyniki    |
| -------------- | ------------------------------------------------------- | ---------- | ------------------------------ | --------- |
| 3 maja         | Qatar Athletic Super Grand Prix                         | Doha       | Qatar SC Stadium               | Rezultaty |
| 18 maja        | Shanghai Golden Grand Prix                              | Szanghaj   | Shanghai Stadium               | Rezultaty |
| 30 maja        | DN Galan                                                | Sztokholm  | Stadion Olimpijski             | Rezultaty |
| 6 czerwca      | Golden Gala                                             | Rzym       | Stadio Olimpico                | Rezultaty |
| 13 czerwca     | Bislett Games                                           | Oslo       | Bislett Stadion                | Rezultaty |
| 16 czerwca     | Meeting international Mohammed VI d’athlétisme de Rabat | Rabat      | Stade Moulay Abdellah          | Rezultaty |
| 30 czerwca     | Prefontaine Classic                                     | Eugene     | Hayward Field                  | Rezultaty |
| 4–5 lipca      | Athletissima                                            | Lozanna    | Stade Olympique de la Pontaise | Rezultaty |
| 11–12 lipca    | Herculis                                                | Monako     | Stade Louis II                 | Rezultaty |
| 20–21 lipca    | London Grand Prix                                       | Londyn     | Stadion Olimpijski             | Rezultaty |
| 18 sierpnia    | Sainsbury’s Birmingham Grand Prix                       | Birmingham | Alexander Stadium              | Rezultaty |
| 23–24 sierpnia | Meeting de Paris                                        | Paryż      | Stade Sébastien Charléty       | Rezultaty |
| 28–29 sierpnia | Weltklasse Zürich                                       | Zurych     | Letzigrund Stadion             | Rezultaty |
| 5–6 września   | Memorial Van Damme                                      | Bruksela   | Stadion Króla Baudouina I      | Rezultaty |

## Zwycięzcy
| Konkurencja                        |                        |
| Mężczyźni                          |                        |
| Bieg na 100 metrów                 | Noah Lyles             |
| Bieg na 200 metrów                 | Noah Lyles             |
| Bieg na 400 metrów                 | Michael Norman         |
| Bieg na 800 metrów                 | Donavan Brazier        |
| Bieg na 1500 metrów                | Timothy Cheruiyot      |
| Bieg na 5000 metrów                | Joshua Cheptegei       |
| Bieg na 3000 metrów z przeszkodami | Getnet Wale            |
| Bieg na 110 metrów przez płotki    | Orlando Ortega         |
| Bieg na 400 metrów przez płotki    | Karsten Warholm        |
| Skok wzwyż                         | Andrij Procenko        |
| Skok o tyczce                      | Sam Kendricks          |
| Skok w dal                         | Juan Miguel Echevarria |
| Trójskok                           | Christian Taylor       |
| Pchnięcie kulą                     | Tomas Walsh            |
| Rzut dyskiem                       | Daniel Ståhl           |
| Rzut oszczepem                     | Magnus Kirt            |
| Kobiety                            |                        |
| Bieg na 100 metrów                 | Dina Asher-Smith       |
| Bieg na 200 metrów                 | Shaunae Miller-Uibo    |
| Bieg na 400 metrów                 | Salwa Eid Naser        |
| Bieg na 800 metrów                 | Ajee Wilson            |
| Bieg na 1500 metrów                | Sifan Hassan           |
| Bieg na 5000 metrów                | Sifan Hassan           |
| Bieg na 3000 metrów z przeszkodami | Beatrice Chepkoech     |
| Bieg na 100 metrów przez płotki    | Danielle Williams      |
| Bieg na 400 metrów przez płotki    | Sydney McLaughlin      |
| Skok wzwyż                         | Mariya Lasitskene      |
| Skok o tyczce                      | Katerina Stefanidi     |
| Skok w dal                         | Malaika Mihambo        |
| Trójskok                           | Shanieka Ricketts      |
| Pchnięcie kulą                     | Gong Lijiao            |
| Rzut dyskiem                       | Yaime Pérez            |
| Rzut oszczepem                     | Lü Huihui              |

## Polacy
Lokaty Polaków w zawodach finałowych:
| Lokata | Imię i nazwisko        | Konkurencja    |
| ------ | ---------------------- | -------------- |
| 3.     | Piotr Lisek            | skok o tyczce  |
| 4.     | Justyna Święty-Ersetic | 400 m          |
| 4.     | Konrad Bukowiecki      | pchnięcie kulą |
| 4.     | Kamila Lićwinko        | skok wzwyż     |
| 4.     | Marcin Krukowski       | rzut oszczepem |
| 5.     | Paweł Wojciechowski    | skok o tyczce  |
| 5.     | Piotr Małachowski      | rzut dyskiem   |
| 6.     | Marcin Lewandowski     | 1500 m         |
| 6.     | Michał Haratyk         | pchnięcie kulą |